# Conferència intergovernamental
Una conferència intergovernamental (CIG) és una negociació estructurada entre els membres de la Unió Europea, que normalment comporta una revisió de tractats.
Si els membres actuals volen reformar la Unió Europea o la Comunitat Europea, necessiten esmenar els tractats constitutius. A les conferències intergovernamentals dels Estats negocien aquestes esmenes.
Aquesta sèrie de conferències intergovernamentals existeixen des de 1985 i han produït l'Acta Única Europea (AUE), el Tractat d'Amsterdam (TA) i més recentment el Tractat de Niça (entre altres), els quals han estat cadascun equivalents a la construcció d'una Europa política.